# پیک ان پی
پیک ان پی (انگلیسی: Pick n Pay) شرکت خرده‌فروشی در آفریقای جنوبی است، که در سال ۱۹۶۷ تأسیس شد.